# Nabis limbatus
Nabis limbatus är en insektsart som beskrevs av Anders Gustav Dahlbom 1851. Nabis limbatus ingår i släktet Nabis, och familjen fältrovskinnbaggar. Arten är reproducerande i Sverige.

## Bildgalleri

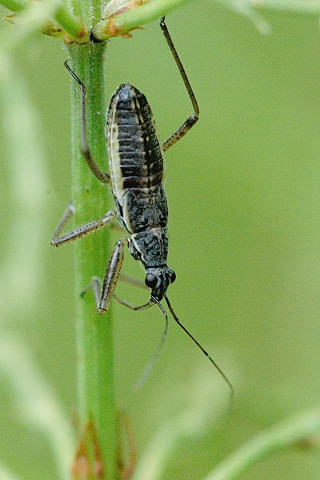
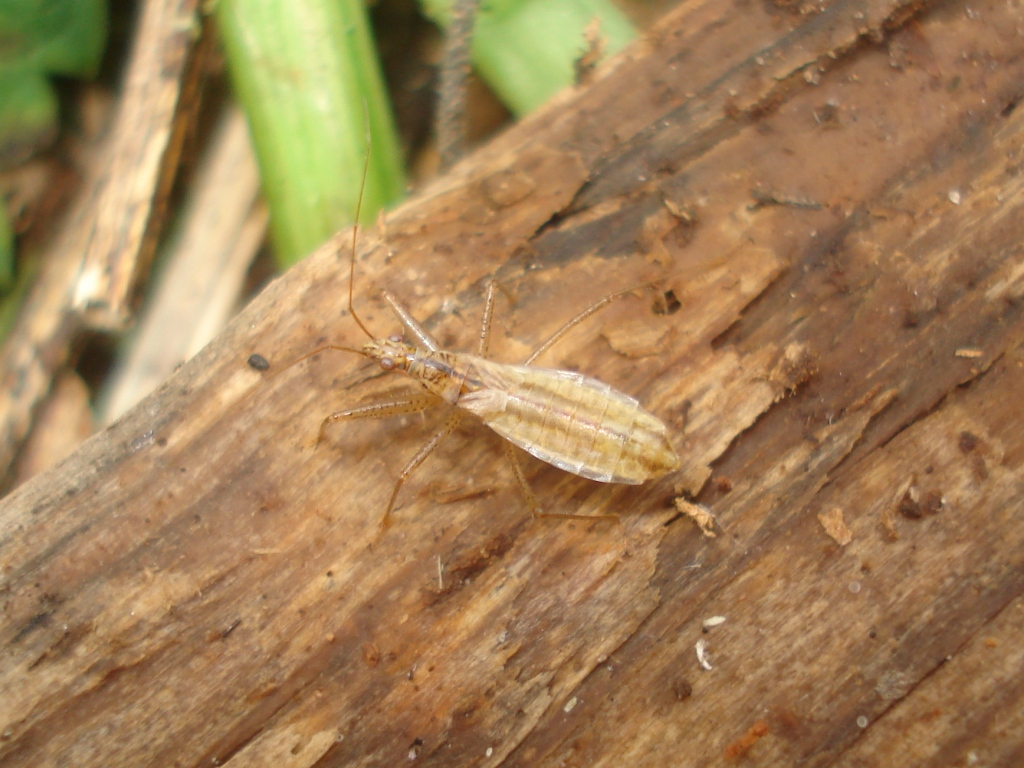